# پاتریک منسون
پاتریک منسون (انگلیسی: Patrick Manson) انگل‌شناس، پزشک و از اعضای انجمن سلطنتی اهل اسکاتلند بود. او در سال ۱۸۹۹ میلادی مدرسه بهداشت و پزشکی گرمسیری لندن را در بیمارستان آلبرت دوک سیمنز افتتاح کرد.
پاتریک منسون با کشف ناقل پیل‌پایی به انسان دریافت که این ناقل یک کرم لوله‌ای میکروسکوپی به نام فیلاریاز است. وی در ادامه به مطالعه این کرم و چرخه زندگی آن پرداخت. پس از این کشف، وی با رونالد راس همکاری کرد تا انتقال مالاریا را از طریق ناقل پشه بررسی کند. کار او با کشف ناقل به عنوان شیوهٔ انتقال بیماری در تأسیس پزشکی گرمسیری و درک فعلی ما از بسیاری از بیماری‌های گرمسیری بسیار مهم بود.